# Élections législatives de 1962 dans le Var
Les élections législatives françaises de 1962 se déroulent les 18 et 25 novembre 1962. Dans le département du Var, quatre députés sont à élire dans le cadre de quatre circonscriptions.

## Élus
| Circonscription | Député sortant                               | Parti | Parti | Député élu ou réélu | Parti | Parti   |
| --------------- | -------------------------------------------- | ----- | ----- | ------------------- | ----- | ------- |
| 1re             | Angelin German suppléant de Gabriel Escudier |       | UNR   | Pierre Gaudin       |       | SFIO    |
| 2e              | René-Georges Laurin                          |       | UNR   | René-Georges Laurin |       | UNR-UDT |
| 3e              | Henri Fabre                                  |       | UNR   | Lucien Bourgeois    |       | UNR-UDT |
| 4e              | Jean Vitel                                   |       | UNR   | Marcel Bayle        |       | UNR-UDT |

## Résultats

### Résultats à l'échelle du département
| Parti          | Parti                                          | Premier tour | Premier tour | Second tour | Second tour | Sièges |
| Parti          | Parti                                          | Voix         | %            | Voix        | %           | Sièges |
| -------------- | ---------------------------------------------- | ------------ | ------------ | ----------- | ----------- | ------ |
|                | Union pour la nouvelle République (UDT)        | 56 359       | 32,36        | 90 739      | 52,01       | 3      |
|                | Modérés                                        | 26 067       | 14,96        | Retrait     | Retrait     | 0      |
|                | Républicains indépendants                      | 1 949        | 1,12         |             |             | 0      |
|                | Majorité présidentielle                        | 84 375       | 48,44        | 90 739      | 52,01       | 3      |
|                |                                                |              |              |             |             |        |
|                | Centre national des indépendants et paysans    | 8 572        | 4,92         | Retrait     | Retrait     | 0      |
|                | Centre démocratique                            | 8 572        | 4,92         |             |             | 0      |
|                |                                                |              |              |             |             |        |
|                | Parti communiste français                      | 48 164       | 27,65        | 58 322      | 33,43       | 0      |
|                | Section française de l'Internationale ouvrière | 31 794       | 18,25        | 25 398      | 14,56       | 1      |
|                | Parti socialiste unifié                        | 1 284        | 0,74         |             |             | 0      |
|                |                                                |              |              |             |             |        |
| Inscrits       | Inscrits                                       | 281 915      | 100,00       | 281 891     | 100,00      | 4      |
| Abstentions    | Abstentions                                    | 103 681      | 36,78        | 95 343      | 33,82       |        |
| Votants        | Votants                                        | 178 234      | 63,22        | 186 548     | 66,18       |        |
| Blancs et nuls | Blancs et nuls                                 | 4 045        | 2,27         | 12 089      | 6,48        |        |
| Exprimés       | Exprimés                                       | 174 189      | 97,73        | 174 459     | 93,52       |        |

### Résultats par circonscription

#### Première circonscription (Draguignan)
| Candidat       | Candidat                | Parti          | Premier tour | Premier tour | Second tour | Second tour |  |
| Candidat       | Candidat                | Parti          | Voix         | %            | Voix        | %           |  |
| -------------- | ----------------------- | -------------- | ------------ | ------------ | ----------- | ----------- |  |
|                | Jean Bartolini          | PCF            | 12 112       | 27,94        | 3 213       | 7,14        |  |
|                | Pierre Gaudin élu       | SFIO           | 12 069       | 27,84        | 25 398      | 56,42       |  |
|                | Pierre-Philippe Verrier | UNR-UDT        | 9 656        | 22,28        | 16 405      | 36,44       |  |
|                | Angelin German sortant  | Modérés        | 7 562        | 17,44        | Retrait     | Retrait     |  |
|                | Pierre Travers          | RI             | 1 949        | 4,5          |             |             |  |
|                |                         |                |              |              |             |             |  |
| Inscrits       | Inscrits                | Inscrits       | 64 388       | 100,00       | 64 381      | 100,00      |  |
| Abstentions    | Abstentions             | Abstentions    | 19 728       | 30,64        | 17 573      | 27,3        |  |
| Votants        | Votants                 | Votants        | 44 660       | 69,36        | 46 808      | 72,7        |  |
| Blancs et nuls | Blancs et nuls          | Blancs et nuls | 1 312        | 2,94         | 1 792       | 3,83        |  |
| Exprimés       | Exprimés                | Exprimés       | 43 348       | 97,06        | 45 016      | 96,17       |  |

#### Deuxième circonscription (Fréjus)
| Candidat       | Candidat                          | Parti          | Premier tour | Premier tour | Second tour | Second tour |  |
| Candidat       | Candidat                          | Parti          | Voix         | %            | Voix        | %           |  |
| -------------- | --------------------------------- | -------------- | ------------ | ------------ | ----------- | ----------- |  |
|                | René-Georges Laurin sortant réélu | UNR-UDT        | 16 326       | 38,41        | 25 032      | 61,81       |  |
|                | Paul Corrotti                     | PCF            | 9 097        | 21,4         | 15 466      | 38,19       |  |
|                | André Léotard                     | CNIP           | 8 572        | 20,17        | Retrait     | Retrait     |  |
|                | Julien Cazelles                   | SFIO           | 8 510        | 20,02        | Retrait     | Retrait     |  |
|                |                                   |                |              |              |             |             |  |
| Inscrits       | Inscrits                          | Inscrits       | 67 003       | 100,00       | 66 987      | 100,00      |  |
| Abstentions    | Abstentions                       | Abstentions    | 23 399       | 34,92        | 22 751      | 33,96       |  |
| Votants        | Votants                           | Votants        | 43 604       | 65,08        | 44 236      | 66,04       |  |
| Blancs et nuls | Blancs et nuls                    | Blancs et nuls | 1 099        | 2,52         | 3 738       | 8,45        |  |
| Exprimés       | Exprimés                          | Exprimés       | 42 505       | 97,48        | 40 498      | 91,55       |  |

#### Troisième circonscription (Toulon)
| Candidat       | Candidat             | Parti          | Premier tour | Premier tour | Second tour | Second tour |  |
| Candidat       | Candidat             | Parti          | Voix         | %            | Voix        | %           |  |
| -------------- | -------------------- | -------------- | ------------ | ------------ | ----------- | ----------- |  |
|                | Lucien Bourgeois élu | UNR-UDT        | 13 971       | 36,09        | 23 015      | 61,93       |  |
|                | François Golesi      | PCF            | 8 877        | 22,93        | 14 149      | 38,07       |  |
|                | Henri Fabre sortant  | Modérés        | 7 801        | 20,15        | Retrait     | Retrait     |  |
|                | Édouard Le Bellegou  | SFIO           | 5 932        | 15,32        | Retrait     | Retrait     |  |
|                | Louis Puy            | Modérés        | 2 131        | 5,5          | Retrait     | Retrait     |  |
|                |                      |                |              |              |             |             |  |
| Inscrits       | Inscrits             | Inscrits       | 70 975       | 100,00       | 70 982      | 100,00      |  |
| Abstentions    | Abstentions          | Abstentions    | 31 636       | 44,57        | 30 435      | 42,88       |  |
| Votants        | Votants              | Votants        | 39 339       | 55,43        | 40 547      | 57,12       |  |
| Blancs et nuls | Blancs et nuls       | Blancs et nuls | 627          | 1,59         | 3 383       | 8,34        |  |
| Exprimés       | Exprimés             | Exprimés       | 38 712       | 98,41        | 37 164      | 91,66       |  |

#### Quatrième circonscription (La Seyne-sur-Mer)
| Candidat       | Candidat           | Parti          | Premier tour | Premier tour | Second tour | Second tour |  |
| Candidat       | Candidat           | Parti          | Voix         | %            | Voix        | %           |  |
| -------------- | ------------------ | -------------- | ------------ | ------------ | ----------- | ----------- |  |
|                | Toussaint Merle    | PCF            | 18 078       | 36,43        | 25 494      | 49,23       |  |
|                | Marcel Bayle élu   | UNR-UDT        | 16 406       | 33,06        | 26 287      | 50,77       |  |
|                | Jean Vitel sortant | Modérés        | 8 573        | 17,28        | Retrait     | Retrait     |  |
|                | Auguste Amic       | SFIO           | 5 283        | 10,65        | Retrait     | Retrait     |  |
|                | André Janin        | PSU            | 1 284        | 2,59         |             |             |  |
|                |                    |                |              |              |             |             |  |
| Inscrits       | Inscrits           | Inscrits       | 79 549       | 100,00       | 79 541      | 100,00      |  |
| Abstentions    | Abstentions        | Abstentions    | 28 918       | 36,35        | 24 584      | 30,91       |  |
| Votants        | Votants            | Votants        | 50 631       | 63,65        | 54 957      | 69,09       |  |
| Blancs et nuls | Blancs et nuls     | Blancs et nuls | 1 007        | 1,99         | 3 176       | 5,78        |  |
| Exprimés       | Exprimés           | Exprimés       | 49 624       | 98,01        | 51 781      | 94,22       |  |